# UFC Fight Night: Rodriguez vs. Stephens
UFC Fight Night: Rodriguez vs. Stephens (conosciuto anche come UFC Fight Night 159 oppure UFC on ESPN+ 17) è stato un evento di arti marziali miste tenuto dalla Ultimate Fighting Championship il 21 settembre 2019 alla Mexico City Arena di Città del Messico.

## Risultati
|                          | Divisione             |                       |                 |                     | Metodo                                        | Round           | Tempo           | Premio          |
| Card Principale          | Card Principale       | Card Principale       | Card Principale | Card Principale     | Card Principale                               | Card Principale | Card Principale | Card Principale |
| ------------------------ | --------------------- | --------------------- | --------------- | ------------------- | --------------------------------------------- | --------------- | --------------- | --------------- |
|                          | Pesi piuma            | Yair Rodríguez        | vs.             | Jeremy Stephens     | No contest (dita negli occhi)                 | 1               | 0:15            |                 |
|                          | Pesi paglia femminili | Carla Esparza         | batte           | Alexa Grasso        | Decisione maggioritaria (28-28, 29-28, 29-28) | 3               | 5:00            | FOTN            |
|                          | Pesi mosca            | Brandon Moreno        | vs.             | Askar Askarov       | Parità (28-28, 28-29, 30-27)                  | 3               | 5:00            |                 |
|                          | Catchweight (140 lbs) | Irene Aldana          | batte           | Vanessa Melo        | Decisione unanime (30-26, 30-26, 30-26)       | 3               | 5:00            |                 |
|                          | Pesi piuma            | Steven Peterson       | batte           | Martin Bravo        | KO (pugno)                                    | 2               | 1:31            | POTN            |
| Card Preliminare (ESPN+) |                       |                       |                 |                     |                                               |                 |                 |                 |
|                          | Pesi gallo            | Jose Alberto Quinonez | batte           | Carlos Huachin      | Decisione unanime (30-27, 30-27, 30-27)       | 3               | 5:00            |                 |
|                          | Pesi piuma            | Kyle Nelson           | batte           | Polo Reyes          | KO tecnico (pugni)                            | 1               | 1:36            |                 |
|                          | Pesi paglia femminili | Angela Hill           | batte           | Ariane Carnelossi   | KO tecnico (stop medico)                      | 3               | 1:56            |                 |
|                          | Pesi mosca            | Sergio Pettis         | batte           | Tyson Nam           | Decisione non unanime (30–27, 30–27, 30–27)   | 3               | 5:00            |                 |
|                          | Pesi mediomassimi     | Paul Craig            | batte           | Vinicius Moreira    | Sottomissione (rear-naked choke)              | 1               | 3:19            | POTN            |
|                          | Pesi gallo femminili  | Bethe Correia         | batte           | Sijara Eubanks      | Decisione unanime (29–28, 29–28, 29–28)       | 3               | 5:00            |                 |
|                          | Pesi leggeri          | Claudio Puelles       | batte           | Marcos Rosa Mariano | Decisione unanime (30-25, 30-25, 30-25)       | 3               | 5:00            |                 |

## Premi
I lottatori premiati ricevettero un bonus di 50.000 dollari.
Legenda:
- FOTN: Fight of the Night (vengono premiati entrambi gli atleti per il miglior incontro dell'evento)
- POTN: Performance of the Night (viene premiato il vincitore per la migliore performance dell'evento)